# Kombischiff

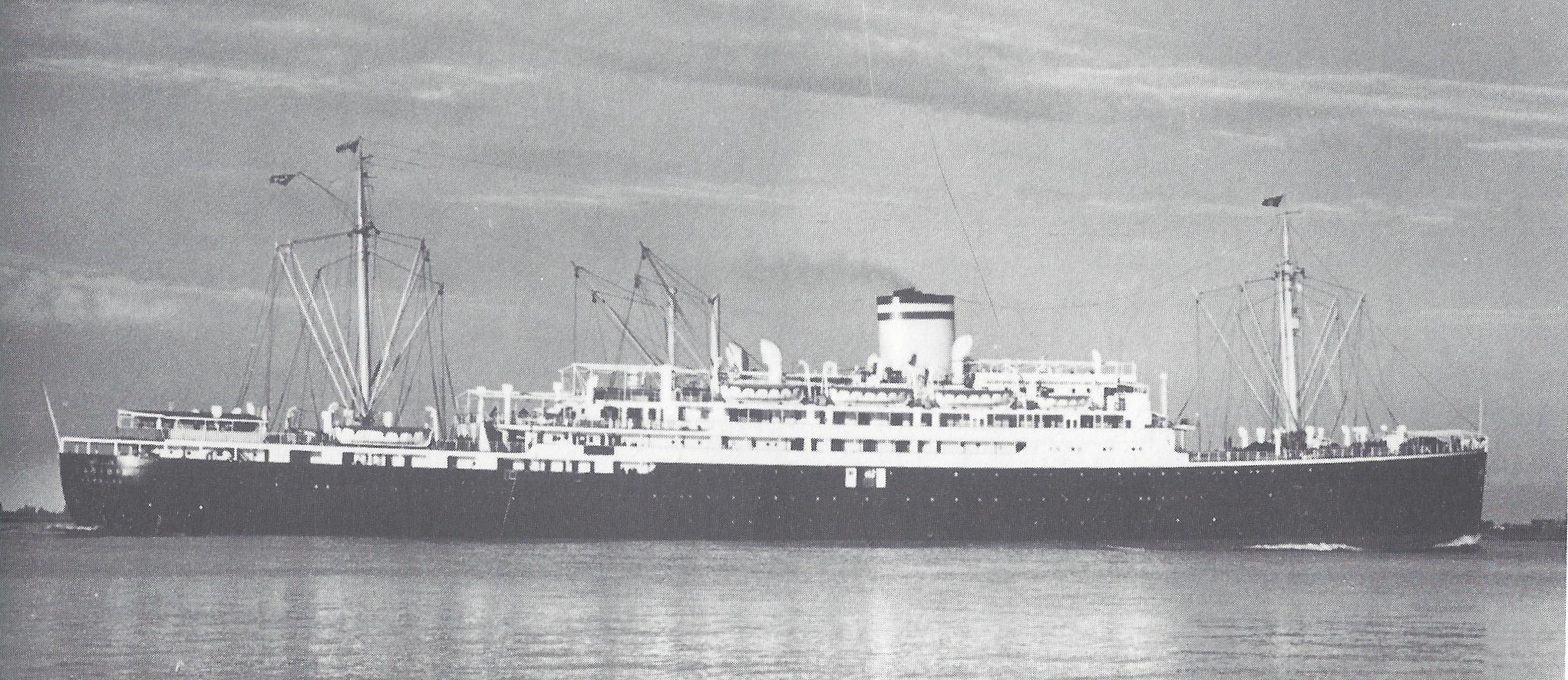
Caribia

Ein Kombischiff vereint Eigenschaften von Frachtschiff und Passagierschiff.

## Geschichte

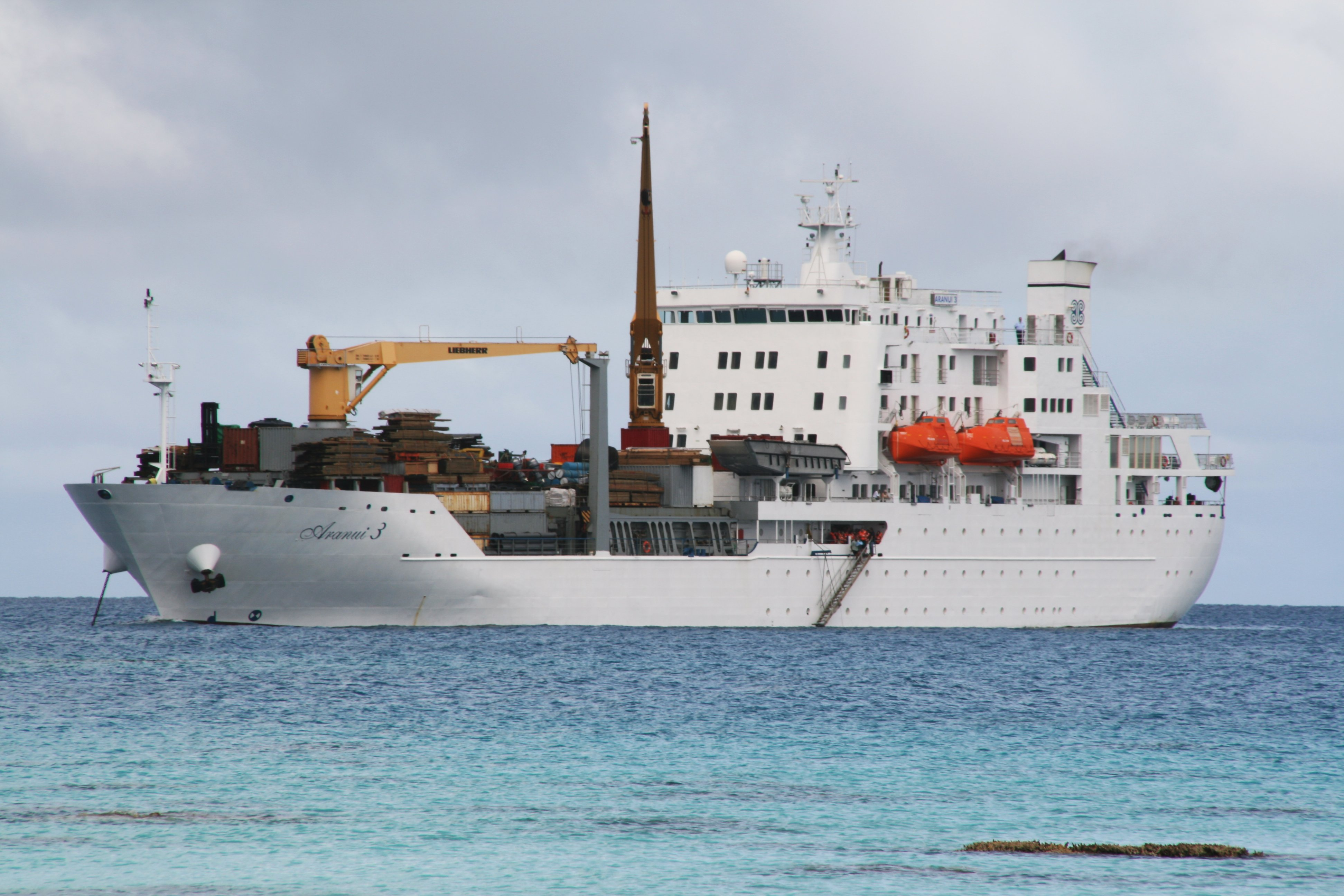
Modernes Kombischiff: Aranui 3

Ein Kombischiff, auch als frachtfahrendes Passagierschiff bezeichnet, ist ein Wasserfahrzeug spezieller Konstruktion, Ausrüstung und Einrichtung zur gleichzeitigen Beförderung von Fracht und Passagieren. Kombischiffe unterscheiden sich von reinen Frachtschiffen durch eine größere Anzahl von Unterbringungsmöglichkeiten der unterschiedlichsten Klassen für Passagiere. Bis in die Mitte des 20. Jahrhunderts wurden traditionelle Kombischiffe gebaut und genutzt. Im Liniendienst und im Trampverkehr fuhren sie im Überseeverkehr, besonders zur Zeit der Massenauswanderungen im 19. Jahrhundert bis in die frühen Jahre des 20. Jahrhunderts. Die Hapag und der Norddeutsche Lloyd besaßen je drei Kombischiffe, die Hamburg Süd derer vier.
Bekannte deutsche Beispiele sind die Kombischiffe der Schwabenstein-Klasse des Norddeutschen Lloyd, die Cap Norte der Hamburg Süd oder die Potsdam, Scharnhorst und Gneisenau der HAPAG. Durch eine DDR-Fernsehserie aus den 1970er Jahren erlangte auch die J. G. Fichte der Deutschen Seereederei Rostock Bekanntheit.
In neuerer Zeit auch als LoPax (Kurzform für Lift On/Lift Off für Frachtgut sowie gleichzeitig für Passagiere, oft abgekürzt PAX) bezeichnet man Schiffe, die im Liniendienst sowohl in der Hauptsache Güter als auch mehr als zwölf Fahrgäste befördern. Die RoPax-Schiffe unterscheiden sich durch die Art der Be- und Entladung über Rampen.